# Elfin Sports Cars
L'Elfin Sports Cars Pty Ltd è il nome attuale di una società fondata da Garrie Cooper nel 1957 in Australia. Produce vetture sportive e altri mezzi per il motorsport.
L'Elfin Sports Cars è di proprietà del britannico Tom Walkinshaw, attraverso la Walkinshaw Performance che possiede anche l'Holden Special Vehicles.  Precedentemente era di proprietà di Bill Hemming e Nick Kovatch (quest'ultimo ancora direttore tecnico) che l'acquisirono nel 1998.
Attualmente la sede si trova a Braeside, vicino a Melbourne, in Australia.
L'Elfin è una delle più antiche aziende produttrici veicoli in attività in Australia e una delle più vincenti con ben 29 campionati e titoli vari vinti..  La sede precedente si trovava in Conmurra Avenue, a Edwardstown, vicino ad Adelaide.

## Storia
La società venne fondata da Garrie Cooper, un pilota australiano di successo, come Elfin Sports Car Company. Garrie Cooper morì nel 1982, all'età di 46 anni. Nel 1983 la società venne acquistata da Don Elliott, Tony Edmondson e dal meccanico John Porter.
Cliff Cooper, il padre di Garrie, completò comunque le forniture degli ordini ricevuti, tra cui vetture per la Formula Vee, prima di cedere l'attività, e non prima di aver disegnato una nuova Formula Vee, il Crusader, e una vettura per la Formula Brabham.
Nel 1993  Murray Richards acquistò l'Elfin e creò una nuova generazione di vetture Elfin Clubman chiamate Type 3. A causa di problemi di salute cedette l'attività a Bill Hemming Nick Kovatch nel 1998.
C'è un'esposizione permanente dedicata alle vetture della Elfin Sports Cars a Melbourne. Il centro raccoglie 12 veicoli.

## Gare
L'Elfin ha vinto 29 campionati e titoli incluso l'Australian Drivers' Championship, quattro Australian Sports Car Championship, 3 Australian Tourist Trophies e quattro Formula Ford Australiane, e il Gran Premio di Singapore 1968 e due volte il Gran Premio della Malesia.
Hanno corso con vetture Elfin piloti come il campione del mondo di Formula 1 James Hunt e il pilota francese Didier Pironi. Altri furono Vern Schuppan, Larry Perkins, John Bowe, Frank Matich, John McCormack, Bob Jane, John Harvey, Allan Grice and Peter Manton.

## Modelli

### Veicoli attuali

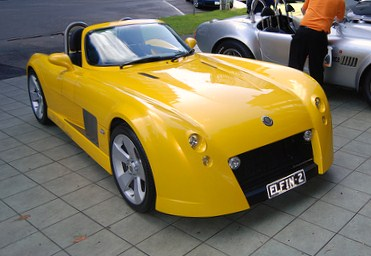
Elfin MS8 Streamliner.

Elfin attualmente produce due vetture sport motorizzate con un motore Chevrolet V8: la MS8 Streamliner e la MS8 Clubman mentre ha recentemente introdotto l'uso del motore GM Family II sulla T5 Clubman.

### Le vetture di Cooper
Nella fase di Garrie Cooper la Elfin produsse 248 vetture suddivise in 27 differenti modelli, in un periodo di 25 anni.

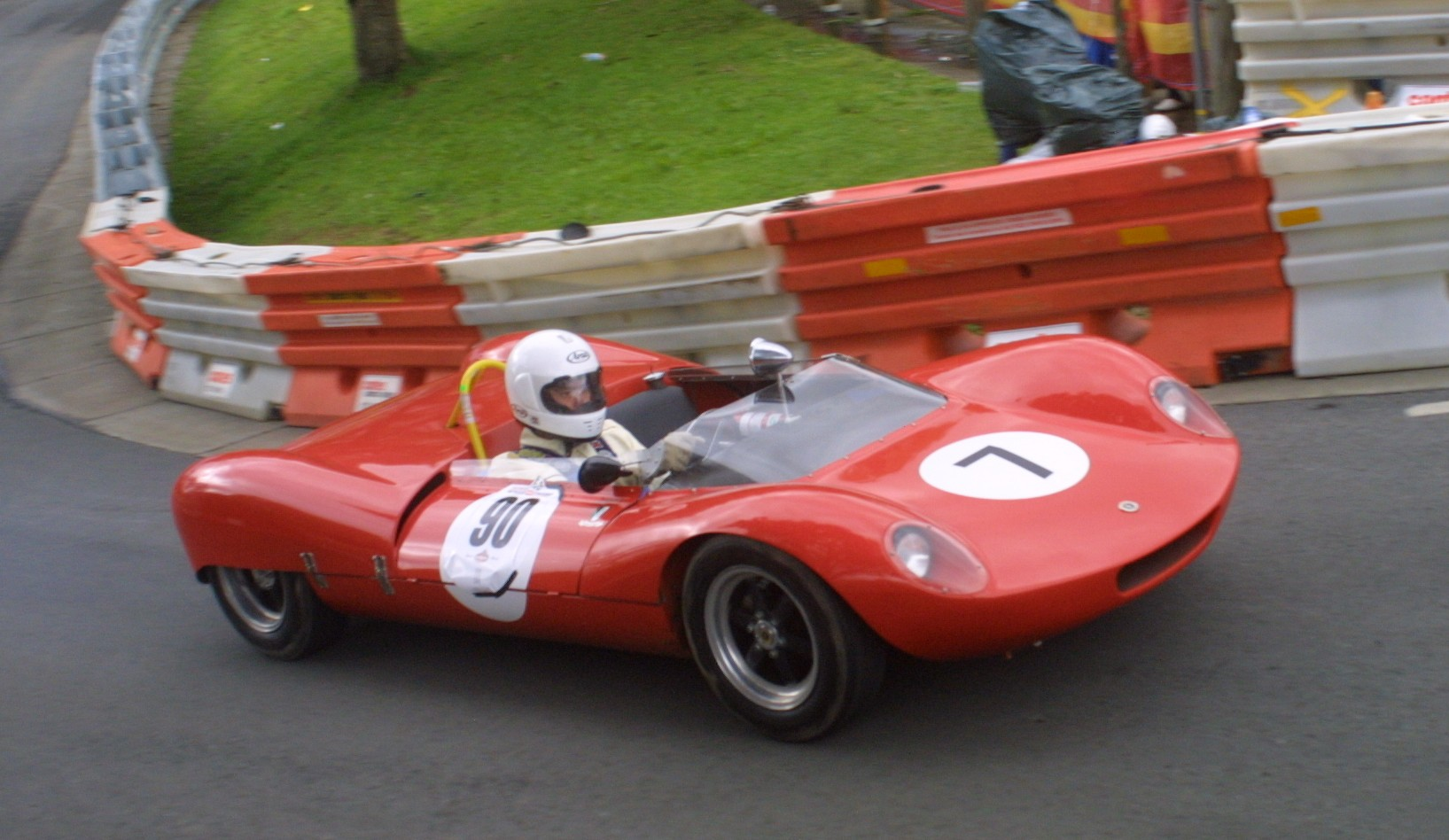
Elfin Mallala.

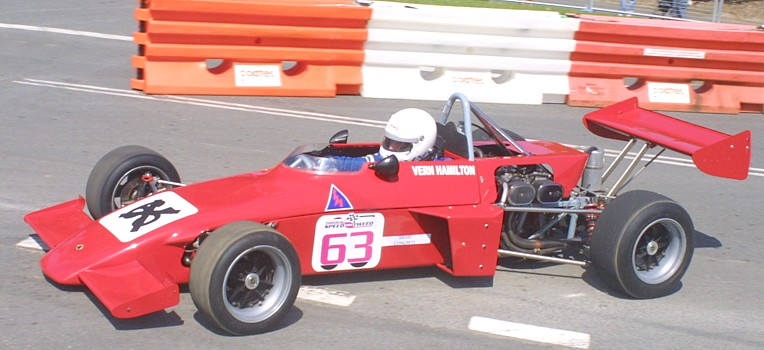
Elfin 623.

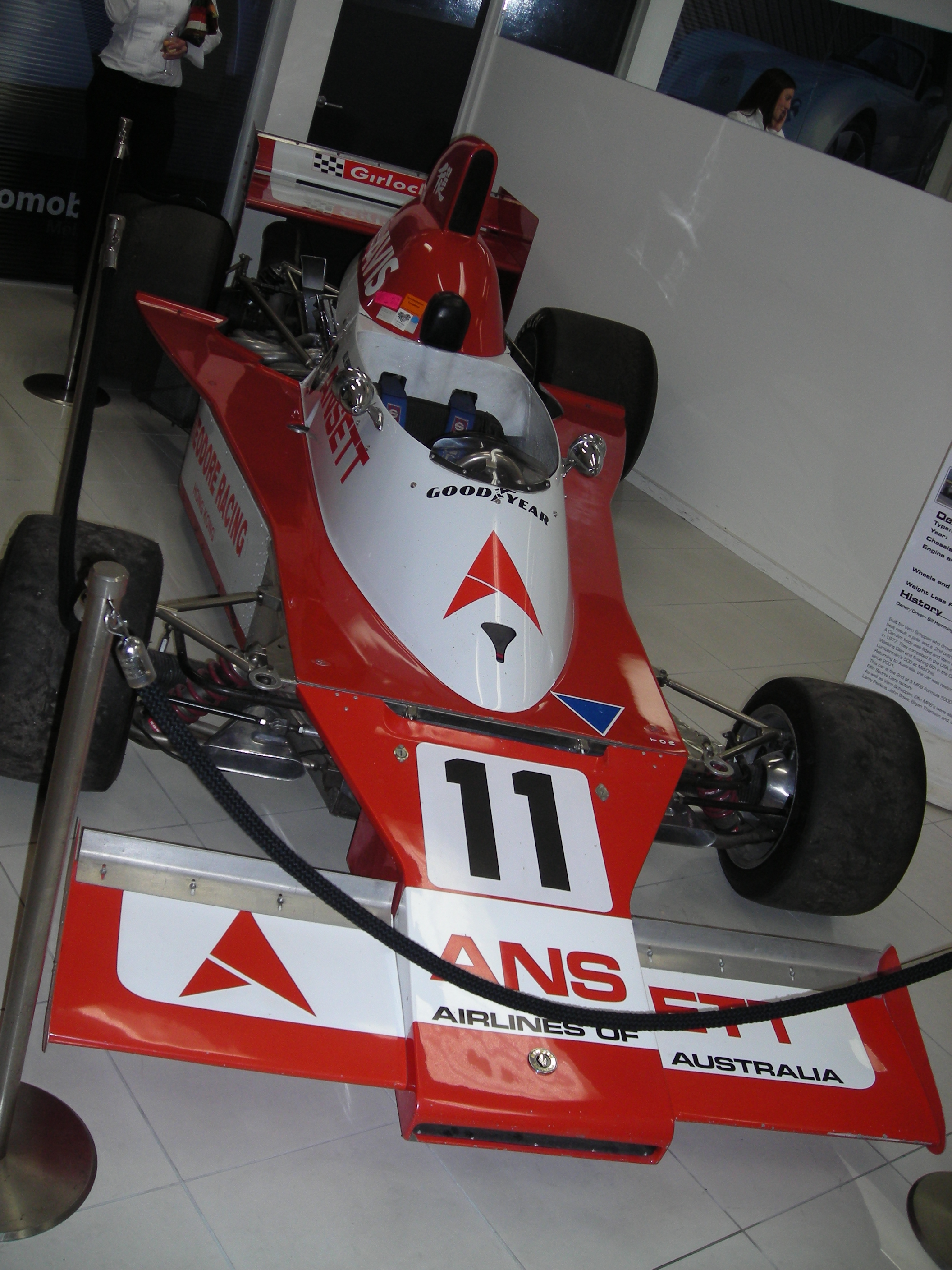
Elfin MR8.

| Modello                   | Totale | Prod.     | Descrizione                       |
| ------------------------- | ------ | --------- | --------------------------------- |
| Steamliner                | 23     | 1959-1963 | Vettura sport (motore anteriore)  |
| Formula Junior / Catalina | 20     | 1961-1964 | Formula Junior                    |
| Clubman                   | 14     | 1961-1965 | Clubman                           |
| Mallala                   | 5      | 1962-1964 | Vettura sport                     |
| 100 Mono                  | 19     | 1964-1969 | Australian 1½ Litre Formula       |
| Formula Vee               | 21     | 1965-1968 | Formula Vee                       |
| 400                       | 4      | 1966-1967 | Vettura sport (V8)                |
| 300                       | 6      | 1967-1969 | Vettura sport                     |
| 600/B/C/D/E               | 27     | 1968-1971 | Vettura formula (varie categorie) |
| 600 FF                    | 17     | 1969-1972 | Formula Ford                      |
| 350                       | 1      | 1969      | Vettura sport                     |
| ME5                       | 1      | 1969      | Vettura sport (V8)                |
| 360                       | 3      | 1971      | Vettura sport                     |
| MR5                       | 4      | 1971-1972 | Formula 1 australiana (F5000)     |
| 620 FF                    | 20     | 1972-1975 | Formula Ford                      |
| 622                       | 6      | 1972-1974 | Formula 2 australiana             |
| 623                       | 8      | 1973-1974 | Formula 3 australiana             |
| MR6                       | 1      | 1974      | Formula 1 australiana (F5000)     |
| MS7                       | 1      | 1974      | Vettura sport (V8 powered)        |
| 630                       | 2      | 1974-1975 | Formula 2 australiana             |
| 700                       | 7      | 1975-1977 | Formula 2 australiana             |
| MR8                       | 3      | 1976-1978 | Formula 1 australiana (F5000)     |
| NG Formula Vee            | 29     | 1976-1983 | Formula Vee                       |
| 792                       | 3      | 1979      | Formula 2 australiana             |
| Aero FF                   | 1      | 1979      | Formula Ford                      |
| GE Two-25                 | 1      | 1980      | Formula 2 australiana             |
| MR9                       | 1      | 1980      | Formula 1 australiana (F5000)     |
| Totale                    | 248    |           |                                   |

### Dopo Cooper

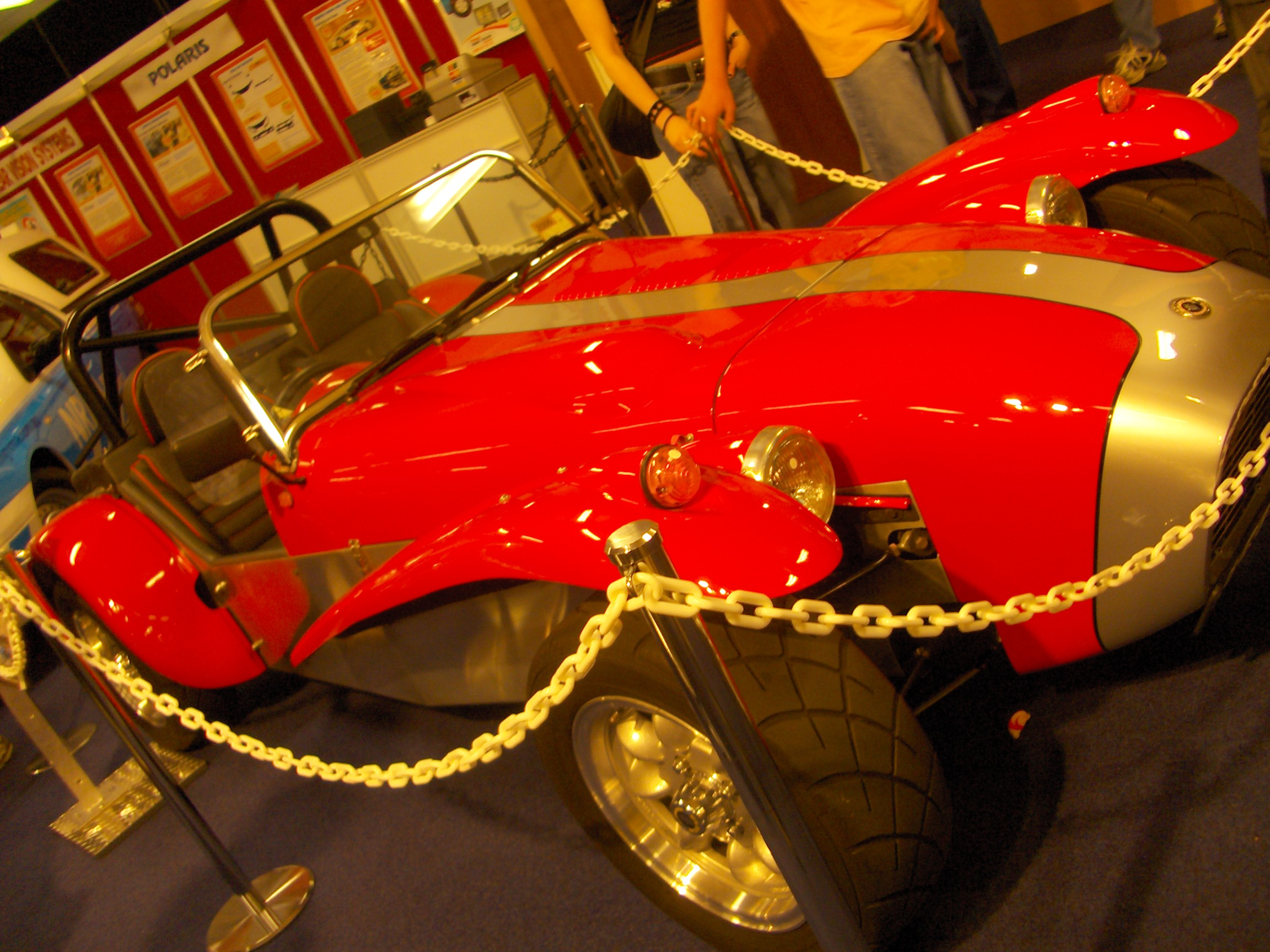
Elfin Type 3 Clubman.

| Modello        | Totale | Prod.     | Descrizione           |
| -------------- | ------ | --------- | --------------------- |
| FF84           |        | 1984      | Formula Ford          |
| Crusader       | 12     |           | Formula Vee           |
| 852            |        | 1985      | Formula 2 australiana |
| FA891          | 1      | 1989      | Formula Holden        |
| Type 3 Clubman | 70     | 1998-2007 | Clubman sports car    |